# الملل والنحل
كتاب الملل والنحل لأبي الفتح الشهرستاني وهو عبارة عن كتاب يتحدث عن الطوائف الإسلامية باختلافها وكذلك يتحدث عن الأديان السماوية ويتحدث عن بعض طوائفها، ويتحدث أيضاً عن الديانات والاعتقادات الوثنية وما قبل الإسلام عند العرب، وكذلك عن الأديان والفلاسفة الرومان، ويتحدث عن الأديان والاعتقادات لدى حكماء الهند، وغيرها.

## انتقادات
يعد هذا الكتاب وكتاب الفهرست من أفضل الكتب العربية التي اقتربت قليلاً من المصداقية وحدود الموضوعية لديانة الصابئة إلا أنها احتوت على أخطاء كثيرة في متونها لاستنادها بمصادرها إلى الروايات الشفوية التي يتناقلها عامة الناس من غير الباحثين أو الضليعين في الديانة الصابئية والتي تتداخلها بعض الاشاعات أو الاساءات أو قلة المعرفة والخلط بين الاديان والمذاهب في العراق فهناك اديان أخرى بنفس المنطقة كالكاكائية والزرادشتية والفيلية والايزيدية والمانوية والدروز والصوفية واخوان الصفا وغيرها الكثير، اغلب هذه العقائد كانت باطنية ومتأثرة بصورة مباشرة بالديانة الصابئية ان لم تكن قد انشقت عنها الا انها ان كانت متأثرة بالصابئة فلا يعني انها الصابئية بعينها، اغلب الكتب العربية لم تستند بمصادرها إلى الصابئة انفسهم لذا سببت بضعف واشكالات بهذه المراجع، بالرغم من كل هذه الاخطاء في هذه الكتب الا انها تعتبر من أفضل الكتب العربية القديمة التي تطرقت للديانة الصابئية، ويكاد لايكتب كتاب عن الصابئة المندائيون بدون الاستطراد أو التطرق لما جاء من ذكر للصابئين بكتاب الفهرست والملل والنحل.